# Dentex canariensis
Dentex canariensis es una especie de peces de la familia Sparidae en el orden de los Perciformes.

## Morfología
• Los machos pueden llegar alcanzar los 100 cm de longitud total.

## Distribución geográfica
Se encuentra en las  costas del  Atlántico oriental (desde el Sahara Occidental hasta Angola). Recientemente ha sido observado en la costa de Cádiz (España ).